# Olivier Rietmann
Olivier Rietmann, né le 22 novembre 1971, est un homme politique français.
Il est sénateur de la Haute-Saône depuis le 27 septembre 2020.

## Biographie
Après avoir été banquier d'affaires dans sa jeunesse, il intègre à 32 ans le lycée agricole de Vesoul et devient exploitant agricole en 2006.

## Parcours politique
Il se présente aux élections cantonales de 2011, où il échoue.
Il remporte l'élection municipale de 2014 à Jussey, puis les élections départementales de 2015 en Haute-Saône. Il est réélu maire après avoir remporté les élections municipales de 2020.
Olivier Rietmann est élu sénateur le 27 septembre 2020. Il siège dans le groupe Les Républicains.
En application de la législation limitant le cumul des mandats en France, il démissionne de ses mandats exécutifs locaux après son élection comme sénateur.

## Mandats électoraux

### Mandats nationaux
- Sénateur de la Haute-Saône : 27 septembre 2020 →

### Mandats locaux
- Conseiller départemental de Jussey : 2 avril 2015 →
- Maire de Jussey : mars 2014[3]  → septembre 2020[4].
- Vice-président de la communauté de communes des Hauts du Val de Saône (2020[5] → 2020)